# 阿克巴舖隕石
阿克巴舖隕石是一顆H球粒隕石，它於1838年4月18日墜落在印度的北方邦。值得注意的是，它是第一顆提交了官方報告，並附有法定證詞的印度隕石。

## 分類
它是一顆多聚體，岩石類型屬於4，因此被分配到H4組。它的表面特徵為氣印。